# 张忠 (1912年)
张忠（1912年—1982年），原名张成发，又名张桂亭。安徽六安人。中国人民解放军将领、中国人民解放军开国少将。
1930年参加中国工农红军，同年加入中国共产党。土地革命战争时期，历任红军第25军宣传员、班长，第31军排长、连长、红九军副营长、中央军委通讯营营长、中央总司令部警卫团副团长等职。参加长征。抗日战争爆发后，任山西青年抗敌决死队第四纵队随营学校大队长，第三十五团参谋长，第十九团副团长，工卫旅第二十一团团长，新四军第五师教导团政委。1945年10月后任新四军五师副旅长、陕南军四分区副政委、豫皖苏军区第三军分区司令员，第二野战军第十八军副师长等职。新中国成立后，任中国人民解放军西藏军区筑路部队司令部副司令员。1955年，授予中国人民解放军少将。1969年到1975年任甘肃省军区司令员，1972年到1975年兼任中共甘肃省委书记（不是第一书记）。1975年到1979年，任贵州省军区司令员，四川省军区顾问。